# Believe (serie de televisión)
Believe es una serie de televisión estadounidense de ciencia ficción, creada por Alfonso Cuarón y Mark Friedman. La serie sigue a Bo -una niña de diez años que posee habilidades que no puede controlar- y a Tate, un exconvicto quien tiene la misión de mantener a Bo a salvo de fuerzas oscuras que desean su poder. Es protagonizada por Jake McLaughlin y Johnny Sequoyah. Fue estrenada el 10 de marzo de 2014 por la cadena NBC para ser transmitida en su horario habitual a partir del 16 de marzo de 2014.
En Latinoamérica la serie fue estrenada el 17 de marzo de 2014 por Warner Channel y en España por Canal+ Series.
El 9 de mayo de 2014, la NBC anunció la cancelación de la serie.

## Argumento
Desde su nacimiento, Bo ha tenido dones que no puede entender y mucho menos controlar. La niña ha sido criada por un grupo conocido como Los verdaderos creyentes, pero al cumplir diez años de edad, el poder de la niña se intensificó y les es imposible seguir protegiéndola. Con su vida y su futuro en peligro, Milton Winter -el protector de Bo- recurre a Tate, un hombre que fue encarcelado injustamente y condenado a muerte -y padre de Bo- para protegerla. Al principio Tate se niega, hasta que es testigo de una de las extraordinarias habilidades de la niña. Bo ve a las personas por lo que realmente son y lo que pueden llegar a ser. Tate y Bo comienzan su viaje, en el que deben ganarse la confianza del otro. Yendo de ciudad en ciudad, ambos forman un lazo que los guiará a ayudar a los demás mientras deben mantenerse un paso adelante de las fuerzas oscuras que desean el poder de Bo para controlar el mundo.

## Elenco

### Personajes principales
- Jake McLaughlin como William "Billy" Tate, hijo.
- Johnny Sequoyah como Bo Adams.
- Sienna Guillory como Moore (episodio piloto).
- Jamie Chung como Janice Channing.
- Arian Moayed como Corey (2 episodios).
- Kyle MacLachlan como Roman Skouras.
- Delroy Lindo como Milton Winter.

### Personajes recurrentes
- Trieste Kelly Dunn como la agente Elizabeth Ferrell.
- Kerry Condon como Zoe Boyle.
- Juri Henley-Cohn como Luke Hayden.
- Katie McClellan como Lila Leeds.
- Richard Hollis como Robert Gilman.
- Matthew Rauch como el agente Martin.
- Ato Essandoh como el agente Gardiner.
- Rob Morgan como Joshua Carpenter.
- Mia Vallet como Dani.

## Episodios
| N.º | Título            | Dirigido por         | Escrito por                                                                   | Fecha de emisión original | Código de prod. | Audiencia (millones) |
| --- | ----------------- | -------------------- | ----------------------------------------------------------------------------- | ------------------------- | --------------- | -------------------- |
| 1 | «Pilot»           | Alfonso Cuarón       | Alfonso Cuarón y Mark Friedman                                                | 10 de marzo de 2014       | 101             | 10.56                |
| Bo y sus padres adoptivos son forzados a salirse de la carretera. Moore se acerca al auto y asesina a los padres de la niña. Antes de que pueda llevarse a Bo, otras personas aparecen y la niña es llevada al hospital. Mientras tanto, Tate es un convicto que está a punto de ser ejecutado por un crimen que él alega que no cometió y recibe la visita de Winter, que junto a su equipo lo ayudan a escapar. A cambio de esto, Tate es encomendado a ir por Bo al hospital, en donde se encuentra con Moore y tienen un enfrentamiento antes de poder huir a una de las casas de seguridad de Winter. Pronto, Moore llega a la casa de seguridad de Winter y vuelve a enfrentarse con Tate, quien es salvado por los poderes de Bo. Finalmente, Tate acepta mantener a salvo a Bo.                                                                                            |                   |                      |                                                                               |                           |                 |                      |
| 2 | «Begginer's Luck» | Omar Madha           | Jonas Pate y Bobby Arnot                                                      | 16 de marzo de 2014       | 102             | 6.57                 |
| Desesperado por conseguir dinero para mantenerse huyendo, Tate lleva a Bo a Atlantic City. Ahí, Bo conoce a una mujer cuyo hijo está enfermo y lucha por conseguir el dinero para un tratamiento experimental. Mientras tanto, Roman busca la ayuda del FBI, a quienes revela los poderes de Bo, sin embargo, cuando la niña es puesta en Alerta AMBER parece disgustarle y decide mandar a un hombre a hacer el trabajo por su cuenta. Finalmente, Winter y Channing luchan por mantener un paso adelante de Skouras y el FBI. |                   |                      |                                                                               |                           |                 |                      |
| 3 | «Origin»          | Stephen Williams     | Jonas Pate                                                                    | 23 de marzo de 2014       | 103             | 5.13                 |
| Bo y Tate llegan a Nueva York por instrucciones de Winter, sin embargo son descubiertos por el FBI. En la huida, Tate y Bo se encuentran con una millonaria mujer que aún llora por haber perdido a su hijo décadas atrás, cuando se vio obligada a salir de su país de origen. Después de que Tate robara un objeto muy preciado de la mujer, Bo es capaz de sentir la conexión del objeto con un chico que trabaja en la casa de empeño. Mientras tanto, Hayden cede ante la presión de tratar de mantener a Bo a salvo y abandona el equipo. Finalmente, Bo y Tate son acorralados por la policía de la ciudad, quienes son testigos del poder de Bo y Winter intenta mantener la promesa que le hizo a Nina, la madre de Bo. |                   |                      |                                                                               |                           |                 |                      |
| 4 | «Defection»       | Sam Hill             | Nick Antosca                                                                  | 30 de marzo de 2014       | 104             | 4.89                 |
| Tras el escape de Tate y Bo de la policía de Nueva York, Skouras le pide a la agente Ferrell que intensifique la búsqueda sin presionar a la niña. Mientras tanto, Bo y Tate son llevados a una improvisada casa de seguridad, donde la niña encuentra una carta de amor perdida hace mucho tiempo y comienza la búsqueda de los trágicos amantes, creyendo que los finales felices existen. Por su parte, Tate ayuda a Bo a reunir a los enamorados sólo para demostrarle que a veces el amor duele, como sucedió con él. Finalmente, después de ser aprehendido por el FBI, Hayden les da pistas sobre el paradero de los fugitivos y los agentes Ferrell y Martin son testigos de los poderes la niña, mientras Winter logra abrir una ventana que les permita a ir a un lugar más seguro.                                                                                      |                   |                      |                                                                               |                           |                 |                      |
| 5 | «White Noise»     | Jonas Pate           | Dave Erickson                                                                 | 6 de abril de 2014        | 105             | 4.25                 |
| Bo y Tate reaparecen en Filadelfia, donde Bo es atraída hacia una joven mujer y su esposo, un bloguero cuya incesante búsqueda de una misteriosa historia amenaza con destruir a la pareja. Mientras tanto, Skouras realiza acciones contundentes para localizar al traidor dentro del proyecto Orquesta. |                   |                      |                                                                               |                           |                 |                      |
| 6 | «Sinking»         | Roxann Dawson        | Seamus Kevin Fahey                                                            | 13 de abril de 2014       | 106             | 4.34                 |
| Tate regresa a su ciudad natal en busca de quien lo culpó de doble asesinato y obtener su venganza. Cuando Winter y Channing se enteran de que Tate escapó deciden ir tras él. Mientras tanto, Skouras prepara a un nuevo telépata para traer a Bo de vuelta. Por otra parte, la presencia de Tate en el pueblo atrae al FBI, quienes bloquean las salidas. Cuando Tate descubre la verdad y se reconcilia con su padre, Bo le dice que Winter aún tiene un secreto que contarle, entonces Winter se ve obligado a revelarle a Tate que Bo es su hija. |                   |                      |                                                                               |                           |                 |                      |
| 7 | «Bang and Blame»  | Michael Offer        | Brynn Malone                                                                  | 20 de abril de 2014       | 107             | 4.54                 |
| Después de un enfrentamiento con Zepeda, Bo es inyectada con un tranquilizante. El grupo logra huir y toma a Zepeda como prisionero, llevando a la niña a casa de sus antiguos guardianes. Mientras la salud de Bo comienza a empeorar, Winter contacta a Zoe con la esperanza de que ella pueda salvar a la niña. Zoe le dice a Winter y Tate que es posible que los poderes de Bo estén mermando su salud y le da un tratamiento de prueba para traerla de vuelta. Cuando el tratamiento no funciona, Tate decide aliarse con Zepeda para llevar a Bo a Orquesta y pueda ser atendida, sin embargo las cosas no salen como las tenía planeadas y Zepeda amenaza la vida de todas, incluida Bo. Por otra parte, se revela qué fue lo que llevó a Channing a unirse a Winter para proteger a la niña. Finalmente, Tate le revela a Bo que es su padre y la niña comienza a mejorar |                   |                      |                                                                               |                           |                 |                      |
| 8 | «Together»        | Bart Freundlich      | Historia por: Seamus Kevin Fahey Guion por: Seamus Kevin Fahey y Sneha Koorse | 27 de abril de 2014       | 108             | 4.51                 |
| 9 | «Prodigy»         | Sam Hill             | Melisa Wallack                                                                | 4 de mayo de 2014         | 109             | 4.33                 |
| 10 | «Collapse»        | David Boyd           | Jonas Pate y Bobby Arnot                                                      | 25 de mayo de 2014        | 110             | 2.92                 |
| 11 | «Revelation»      | Steve Shill          | Nick Antosca y Bobby Arnot                                                    | 1 de junio de 2014        | 111             | 4.31                 |
| 12 | «Second Chance»   | Frederick E. O. Toye | Jonas Pate y Hans Tobeason                                                    | 15 de junio de 2014       | 112             | 3.20                 |

## Producción

### Desarrollo
El 25 de enero de 2013, la cadena NBC ordenó la realización de un piloto escrito por Alfonso Cuarón y Mark Friedman y producido por J. J. Abrams, centrado en la improbable relación entre una niña con poderes y un exconvicto. El 9 de marzo de 2013, la cadena seleccionó el piloto para desarrollar una serie.

### Casting
El 14 de febrero de 2013, Jake McLaughlin fue seleccionado para interpretar a Tate. El 26 de febrero se dio a conocer que Delroy Lindo fue contratado para interpretar a Winter, así como la incorporación de Jamie Chung como Channing, una mujer fuerte e inteligente que trabaja con Winter; Johnny Sequoyah como Bo, la protagonista de la historia y Sienna Guillory como Moore. En junio de 2013, Guillory abandonó el proyecto y su personaje fue retirado de la historia. En marzo de 2013, Kyle MacLachlan fue seleccionado para interpretar a Roman Skouras, el villano de la historia, y Arian Moayed para dar vida a Corey.
También fueron seleccionados en roles recurrentes Marianne Jean-Baptiste y Nick Tarabay para interpretar a Brandice Comstock y Niko Zepeda, respectivamente. Así mismo, Mia Vallet fue contratada para interpretar a Dani en un arco argumental de múltiples episodios.

## Recepción

### Recepción de la crítica
Believe ha recibido críticas mixtas. En Rotten Tomatoes, la serie tiene una calificación del 38% basado en 37 críticas, pero al 70% de la audiencia le gusta. En Metacritic, la serie posee una puntuación de 55 sobre 100 basado en 55 críticas, mientras que los seguidores le otorgaron una calificicación de 6.9 sobre 10.
Cliff Wheatley de IGN calificó al episodio piloto como bueno, otorgándole una puntuación de 7.0 y comentó:

A pesar de las deficiencias, Believe sienta las bases para una serie potencialmente sólida sobre la esperanza, la redención y las relaciones. Si los creadores utilizan a Bo y sus poderes a su máximo potencial, esto podría ser un caldo de cultivo para el tipo de cuentos de esperanza que son demasiado raros en la televisión en una época donde los anti-héroes reinan. En cierto modo, Tate cumple ese arquetipo, tal vez representando a los espectadores de televisión endurecidos de la edad moderna, mientras que Bo se esfuerza en hacerlo que recuerde una época más feliz.

### Recepción del público
En Estados Unidos, el episodio piloto fue visto por 10.56 millones de espectadores el día de su estreno, recibiendo 2.7 millones de espectadores entre los 18 y 49 años, de acuerdo con Nielsen Media Research. Al respecto, Brian Lowry de Variety comentó:

La ironía es que después de un avance que sigue a The Voice, la serie va en contra de un programa con un concepto mucho más provocativo y matices religiosas como Resurrection de la cadena ABC que, al menos, inicialmente opera sin el tipo de pirotecnia que Bo puede desatar.